# San Ignacio Airfield
San Ignacio Airfield är en flygplats i Mexiko.   Den ligger i kommunen Mulegé och delstaten Baja California Sur, i den västra delen av landet, 1 700 km nordväst om huvudstaden Mexico City. San Ignacio Airfield ligger 217 meter över havet.
Terrängen runt San Ignacio Airfield är kuperad åt nordväst, men åt sydost är den platt. Terrängen runt San Ignacio Airfield sluttar söderut.  Trakten runt San Ignacio Airfield är nära nog obefolkad, med mindre än två invånare per kvadratkilometer. Närmaste större samhälle är San Ignacio, 4,5 km öster om San Ignacio Airfield. Omgivningarna runt San Ignacio Airfield är i huvudsak ett öppet busklandskap.